# 김동순 (1894년)
김동순(金東純, 1894년 ~ ?)은 일제강점기의 독립운동가이다.
1894년 함경북도 청진에서 태어난 그는 1920년 1월 북로군정서에 가입하였고 서일의 비서였던 강철구가 1922년 6월 사관양성소에 대한 확충 자금을 모금하기 위해 임시정부 공채를 가지고 한국에 들어오자 그는 이에 동의하여 군자금을 모집하는 역할을 했으나 만주에 건너가던 중 일본 제국 경찰에 체포되었고 이에 연루자로 1920년 10월 체포되면서 암살단의 계획이 발설되게 되었다. 이에 따라 김상옥이 일본 경찰의 추적을 받아야 했다.
1963년에는 대통령표창을, 1990년에 건국훈장 애국장을 대한민국 정부에 의하여 추서받았다.